# Michael Bernardo
Michael Bernardo (ur. 17 września 1964 w Kanadzie) − kanadyjski kaskader, praktyk sztuk walki i aktor filmowy.
W 1972, w wieku 8 lat rozpoczął trening sztuk walki. Jego rodzice zapisali go na treningi judo, aby nabrał pewności siebie, a potem w tej samej szkole zainteresował się karate. Trenował w czterech szkołach i zdobył czarny pas od Richarda Kima w Kalifornii. W wieku 17 lat założył Bernardo Karate Academy. 
Po otrzymaniu bachelor’s degree w Ontario, rozpoczął szkolenie Bernardo Karate w pełnym wymiarze godzin. W latach 1988–1994 dominował w National Tournament Circuit. Nigdy nie zamierzał być aktorem, ale został zaangażowany do kilku ról w filmach akcji.
W 2014 został wybrany do prestiżowego magazynu „Black Belt Magazine Hall of Fame” i do kanadyjskiej galerii sław Black Belt.

## Wybrana filmografia
- 1988: Empire of Ash jako Head Raider
- 1991: Tiger Claws jako przeciwnik Johna
- 1992: Współczesny gladiator (Shootfighter: Fight to the Death) jako Nick Walker
- 1993: Cyber Seeker jako wirusowy
- 1995: Virtual Combat (wideo) jako Dante
- 1996: Terminal Rush jako Bob
- 1996: Ruchomy cel (Moving Target) jako Boris / kaskader
- 1996: Współczesny gladiator II (Shootfighter 2) jako Nick Walker
- 1997: Batman i Robin (Batman & Robin) jako lodowy bandyta